# Todas para uno
Todas para uno es una película cómica colombiana de 2014 dirigida por Harold Trompetero y protagonizada por Alejandro Riaño, Santiago Alarcón, Jessica Cediel y María Helena Döering.

## Sinopsis
Martín es un mujeriego facilista que cierto día decide que quiere encontrar al amor de su vida para casarse con ella. Para tal fin organiza una especie de casting y cambia su personalidad dependiendo de cada mujer que va conociendo en su camino. Su asistente, una sumisa mujer llamada María, se encargará de demostrarle que exhibir distintas facetas puede ser un terrible error.

## Reparto
- Santiago Alarcón como  Martín.
- Jessica Cediel  como María.
- Alejandro Riaño como  Gerardo.
- Mary Mendez  como  Myrella Amiga de María.
- María Helena Döering  como  Mamá de Martín.
- Norma Nivia   como  Cristinne Administradora Sadomasoquista.
- Fernando Corredor  como  Dr Munerá.
- María Cristina Pimiento  como  Profesora.
- Adelaida López como  Naty.
- María Dalmazzo como  Mónica.
- Ana García  como Claudia.
- Juliana Robledo como  Helena.
- Angélica Jaramillo como  Laura.
- Andrés Arambulo como  Anyelo.
- Julián Orrego  como conductor/Hippie.
- María Margarita Giraldo  como Encargada de pensión en Argentina.